# Crackling bread

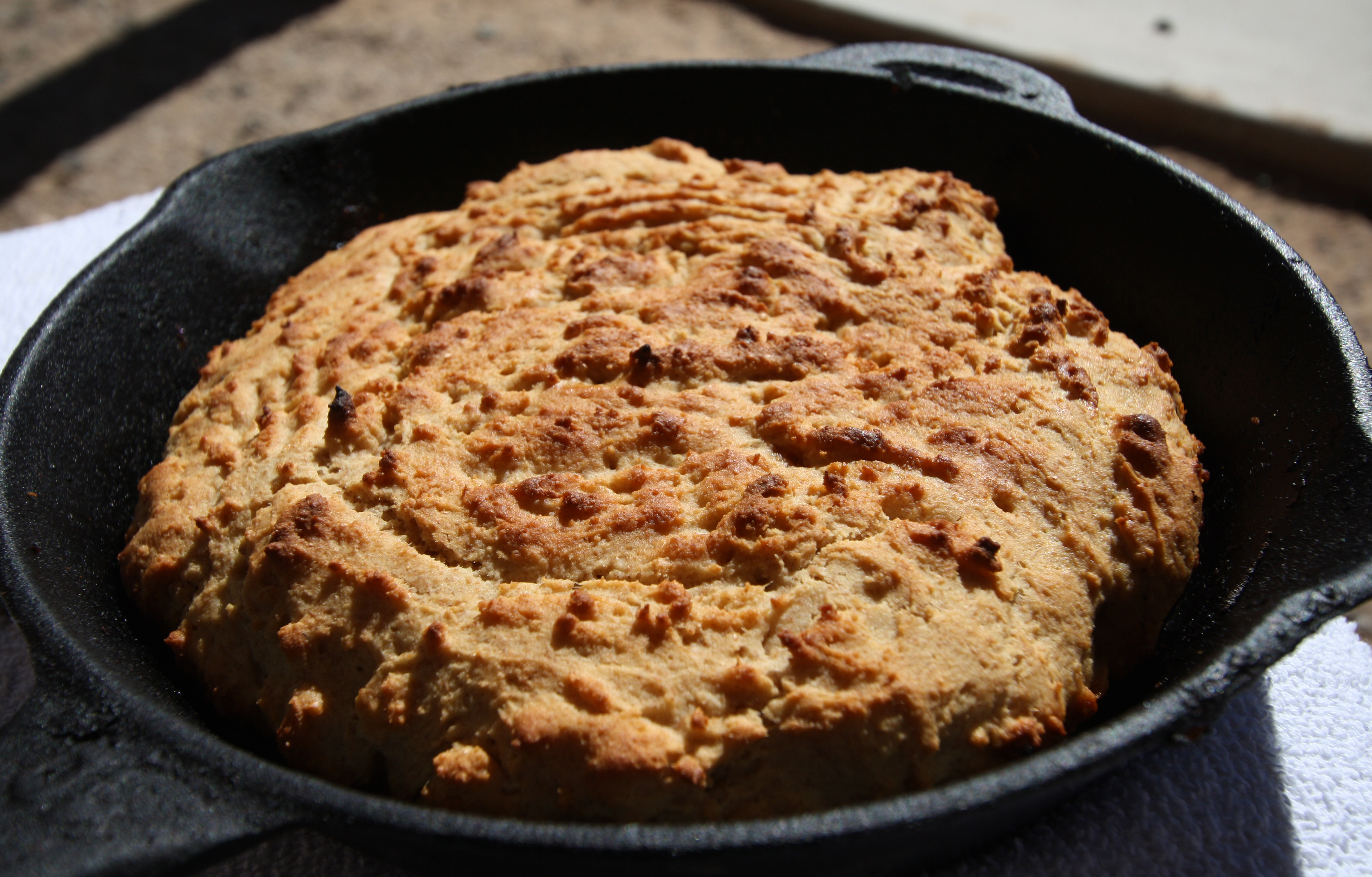

Crackling bread ist ein Maisbrot mit eingebackenen Speck-Grieben (englisch: cracklings), das in der nordamerikanischen Küche üblich ist, wo der Begriff in den 1840er Jahren in Gebrauch kam und auch den alternativen Namen „Goody-Bread“ (Bonbon-Brot) hat.

## Geschichte
Die Rezepte für Crackling bread waren im Süden der USA unterschiedlich: In den 1890ern backten US-Farmer im Charleston County im Winter an den Schweineschlachttagen Crackling bread, auch Fatty bread (Fettbrot) genannt, mit den Grieben, die beim Auslassen des Schweinefetts übrigblieben. Crackling bread mit Süßkartoffeln waren angeblich das Lieblingsessen des berühmten Sklavenaufstandsführers Nate Turner von 1831. Schwarze Bauern in Tuskegee (Alabama) bereiteten ihr Crackling bread aus knusprig gebratenen Speckstücken, Maismehl, Wasser, Backsoda und Salz zu und backten es im Ofen oder über dem Feuer. Ein afroamerikanisches Rezept aus Nord-Georgia schrieb Buttermilch und Wasser vor.

## Zubereitung
Laut einem Kochrezept des National Council of Negro Women werden zwei Tassen Maismehl, eine halbe Tasse Weizenmehl, eine Tasse Grieben, etwas Salz und warmes Wasser oder Milch verrührt und die Masse in einer gefetteten Form braun gebacken.